# Mönchehaus Museum Goslar
Mönchehaus Museum Goslar is een museum voor moderne en hedendaagse kunst in de stad Goslar in de Duitse deelstaat Nedersaksen.

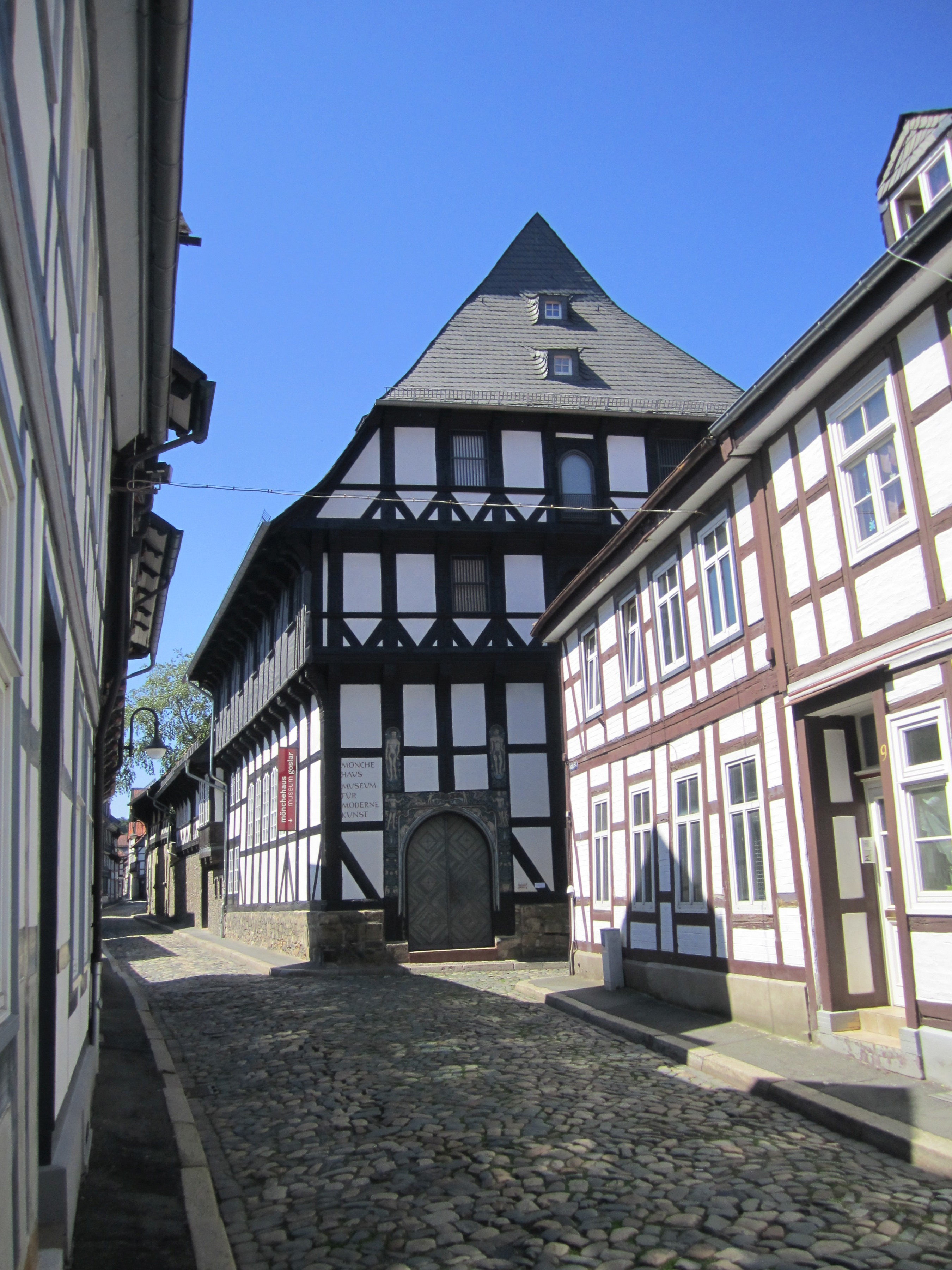
Het Mönchehaus te Goslar

## Geschiedenis
Sinds de start van de jaarlijkse uitreiking van de Kaiserring door de stad Goslar in 1975 met de daaraan gekoppelde expositie van het werk van de winnaar, bestond de behoefte een passende, eigen tentoonstellingsruimte te hebben. Vanaf 1978 voorziet het Mönchehaus aan de Mönchestraat 1, een vakwerkhuis ("Ackerbürgerhaus") uit 1528 met belendende percelen, en een beeldentuin in die behoefte. Naast de Kaiser Ring-expositie vinden er wisseltentoonstellingen plaats. Tot de museumcollectie behoren werken van onder anderen Joseph Beuys, Georg Baselitz, Max Ernst, Eduardo Chillida, Horst Antes en Michael Hischer.

## Kaiserring
De Goslarer Kaiserring wordt sinds 1975 uitgereikt door de Verein zur Förderung Moderner Kunst e.V Goslar (gesticht in 1974). Vanaf 1984 wordt eveneens een stipendium verleend aan een veelbelovende, jonge kunstenaar (onder anderen in 1988 aan Volker Bartsch).